# 弗里多尼亚 (北达科他州)
弗里多尼亚（英語：Fredonia），是美国北达科他州下属的一座城市。根据2010年美国人口普查，该市人口有46人。